# Lijst van voetbalinterlands Frankrijk - Portugal
Deze lijst van voetbalinterlands is een overzicht van alle officiële voetbalwedstrijden tussen de nationale teams van Frankrijk en Portugal. De landen speelden tot op heden 29 keer tegen elkaar. De eerste ontmoeting, een vriendschappelijke wedstrijd, werd gespeeld in Toulouse op 18 april 1926. Het laatste duel, een kwartfinale van het Europees kampioenschap voetbal 2024, vond plaats op 5 juni 2024 in Hamburg (Duitsland).

## Wedstrijden
| №  | Plaats      | Datum            | Competitie                  | Wedstrijd            | Uitslag |
| -- | ----------- | ---------------- | --------------------------- | -------------------- | ------- |
| 1  | Toulouse    | 18 april 1926    | Vriendschappelijk           | Frankrijk – Portugal | 4 – 2   |
| 2  | Lissabon    | 16 maart 1927    | Vriendschappelijk           | Portugal – Frankrijk | 4 – 0   |
| 3  | Parijs      | 29 april 1928    | Vriendschappelijk           | Frankrijk – Portugal | 1 – 1   |
| 4  | Colombes    | 24 maart 1929    | Vriendschappelijk           | Frankrijk – Portugal | 2 – 0   |
| 5  | Porto       | 23 februari 1930 | Vriendschappelijk           | Portugal – Frankrijk | 2 – 0   |
| 6  | Parijs      | 28 januari 1940  | Vriendschappelijk           | Frankrijk – Portugal | 3 – 2   |
| 7  | Lissabon    | 14 april 1946    | Vriendschappelijk           | Portugal – Frankrijk | 2 – 1   |
| 8  | Parijs      | 23 maart 1947    | Vriendschappelijk           | Frankrijk – Portugal | 1 – 0   |
| 9  | Lissabon    | 23 november 1947 | Vriendschappelijk           | Portugal – Frankrijk | 2 – 4   |
| 10 | Parijs      | 20 april 1952    | Vriendschappelijk           | Frankrijk – Portugal | 3 – 0   |
| 11 | Lissabon    | 24 maart 1957    | Vriendschappelijk           | Portugal – Frankrijk | 0 – 1   |
| 12 | Parijs      | 11 november 1959 | Vriendschappelijk           | Frankrijk – Portugal | 5 – 3   |
| 13 | Parijs      | 3 maart 1973     | Vriendschappelijk           | Frankrijk – Portugal | 1 – 2   |
| 14 | Parijs      | 26 april 1975    | Vriendschappelijk           | Frankrijk – Portugal | 0 – 2   |
| 15 | Parijs      | 8 maart 1978     | Vriendschappelijk           | Frankrijk – Portugal | 2 – 0   |
| 16 | Guimarães   | 16 februari 1983 | Vriendschappelijk           | Portugal – Frankrijk | 0 – 3   |
| 17 | Marseille   | 23 juni 1984     | EK 1984                     | Frankrijk – Portugal | 3 – 2   |
| 18 | Parijs      | 24 januari 1996  | Vriendschappelijk           | Frankrijk – Portugal | 3 – 2   |
| 19 | Braga       | 22 januari 1997  | Vriendschappelijk           | Portugal – Frankrijk | 0 – 2   |
| 20 | Brussel     | 28 juni 2000     | EK 2000                     | Frankrijk – Portugal | 2 – 1   |
| 21 | Saint-Denis | 25 april 2001    | Vriendschappelijk           | Frankrijk – Portugal | 4 – 0   |
| 22 | München     | 5 juli 2006      | WK 2006                     | Portugal – Frankrijk | 0 – 1   |
| 23 | Saint-Denis | 11 oktober 2014  | Vriendschappelijk           | Frankrijk – Portugal | 2 – 1   |
| 24 | Lissabon    | 4 september 2015 | Vriendschappelijk           | Portugal – Frankrijk | 0 – 1   |
| 25 | Saint-Denis | 10 juli 2016     | EK 2016                     | Portugal – Frankrijk | 1 – 0   |
| 26 | Saint-Denis | 11 oktober 2020  | UEFA Nations League 2020/21 | Frankrijk − Portugal | 0 − 0   |
| 27 | Lissabon    | 14 november 2020 | UEFA Nations League 2020/21 | Portugal − Frankrijk | 0 − 1   |
| 28 | Boedapest   | 23 juni 2021     | EK 2020                     | Portugal − Frankrijk | 2 − 2   |
| 29 | Hamburg     | 5 juli 2024      | EK 2024                     | Portugal − Frankrijk | 0 − 0   |

## Samenvatting
| Competitie          | Totaal gespeeld | Winst Frankrijk | Gelijk | Winst Portugal | Doelsaldo Frankrijk – Portugal |
| ------------------- | --------------- | --------------- | ------ | -------------- | ------------------------------ |
| WK-eindronde        | 1               | 1               | 0      | 0              | 1 − 0                          |
| EK-eindronde        | 5               | 2               | 2      | 1              | 7 − 6                          |
| UEFA Nations League | 2               | 1               | 1      | 0              | 1 − 0                          |
| Vriendschappelijk   | 21              | 15              | 1      | 5              | 43 − 25                        |
| Totaal              | 29              | 19              | 4      | 6              | 52 − 31                        |

## Details

### Zestiende ontmoeting
| Vriendschappelijk (Guimarães, Portugal, 16 februari 1983): |       |                                                             |
| Portugal                                                   | 0 – 3 | Frankrijk                                                   |
|                                                            | goals | 7' Yannick Stopyra 8' Jean-Marc Ferreri 70' Yannick Stopyra |

### Zeventiende ontmoeting
| EK 1984 (Marseille, Frankrijk, 23 juni 1984):                              |       |                                             |
| Frankrijk                                                                  | 3 – 2 | Portugal                                    |
| Jean-François Domerque 25' Jean-François Domerque 114' Michel Platini 119' | goals | 74' Rui Manuel Jordão 97' Rui Manuel Jordão |

### Achttiende ontmoeting
| Vriendschappelijk (Parijs, Frankrijk, 24 januari 1996):    |       |                                  |
| Frankrijk                                                  | 3 – 2 | Portugal                         |
| Youri Djorkaeff 24' Youri Djorkaeff 75' Reynald Pedros 77' | goals | 22' Fernando Couto 30' Rui Costa |

### Negentiende ontmoeting
| Vriendschappelijk (Braga, Portugal, 22 januari 1997): |       |                                     |
| Portugal                                              | 0 – 2 | Frankrijk                           |
|                                                       | goals | 10' Didier Deschamps 62' Ibrahim Ba |

### Twintigste ontmoeting
| EK 2000 (Brussel, België, 28 juni 2000):      |              |                 |
| Frankrijk                                     | 2 – 1        | Portugal        |
| Thierry Henry 51' Zinédine Zidane 117' (pen.) | goals        | 19' Nuno Gomes  |
|                                               | rode kaarten | 116' Nuno Gomes |

### 21ste ontmoeting
| Vriendschappelijk (Saint-Denis, Frankrijk, 25 april 2001):                      |       |          |
| Frankrijk                                                                       | 4 – 0 | Portugal |
| Sylvain Wiltord 17' Mickaël Silvestre 32' Thierry Henry 34' Youri Djorkaeff 80' | goals |          |

### 22ste ontmoeting
| WK 2006 (München, Duitsland, 5 juli 2006):                                                                                        |              | |
| Portugal | 0 – 1        | Frankrijk |
| | goals        | 33' (pen.) Zinédine Zidane |
| Luiz Felipe Scolari | bondscoach   | Raymond Domenech |
| Ricardo Fernando Meira Costinha 75' Luís Figo Pauleta 68' Miguel 62' Nuno Valente Ricardo Carvalho Cristiano Ronaldo Maniche Deco | opstellingen | Fabien Barthez Éric Abidal Patrick Vieira William Gallas Claude Makélélé 69' Florent Malouda Zinédine Zidane 85' Thierry Henry Lilian Thuram Willy Sagnol 72' Franck Ribéry |
| Paulo Ferreira 62' Simão 68' Hélder Postiga 75'                                                                                   | wissels      | 69' Sylvain Wiltord 72' Sidney Govou 85' Louis Saha |
| Ricardo Carvalho 83' | gele kaarten | 87' Louis Saha |

### 23ste ontmoeting
| Vriendschappelijk (scheidsrechter Szymon Marciniak, Saint-Denis, 11 oktober 2014):                                                                                               |              | |
| Frankrijk | 2 – 1        | Portugal |
| Karim Benzema 3' Paul Pogba 69' | goals        | 76' (pen.) Ricardo Quaresma |
| Didier Deschamps | bondscoach   | Fernando Santos |
| Steve Mandanda Bacary Sagna Patrice Évra Eliaquim Mangala Raphaël Varane Blaise Matuidi Mathieu Valbuena 58' Yohan Cabaye 71' Paul Pogba Karim Benzema 90' Antoine Griezmann 84' | opstellingen | Rui Patrício Pepe 46' Bruno Alves Eliseu Cédric Soares 68' Tiago Mendes 68' Nani João Moutinho 46' André Gomes 76' Cristiano Ronaldo 84' Danny |
| Dimitri Payet 58' Moussa Sissoko 71' Morgan Schneiderlin 84' André-Pierre Gignac 90'                                                                                             | wissels      | 46' Ricardo Carvalho 46' William Carvalho 68' Éder 68' Ricardo Quaresma 76' João Mário 84' Vieirinha                                           |
| Yohan Cabaye 28' Eliaquim Mangala 33' | gele kaarten | |
| - Debuut van Cédric Soares (Sporting) en João Mário (Sporting) voor Portugal. |              | |

### 24ste ontmoeting
| Vriendschappelijk (scheidsrechter Danny Makkelie, Lissabon, 4 september 2015): |       |                      |
| Portugal                                                                       | 0 – 1 | Frankrijk            |
|                                                                                | goals | 85' Mathieu Valbuena |

### 25ste ontmoeting
| Finale EK 2016 (scheidsrechter Mark Clattenburg, Saint-Denis, Frankrijk, 10 juli 2016):                                                                 |              | |
| Portugal | 1 – 0        | Frankrijk |
| Éder 109' | goals        | |
| Fernando Santos | bondscoach   | Didier Deschamps |
| Rui Patrício José Fonte Pepe Cédric Soares Raphaël Guerreiro Adrien Silva 66' William Carvalho João Mário Renato Sanches 79' Cristiano Ronaldo 25' Nani | opstellingen | Hugo Lloris Bacary Sagna Patrice Évra Laurent Koscielny Samuel Umtiti Blaise Matuidi 58' Dimitri Payet 110' Moussa Sissoko Paul Pogba 78' Olivier Giroud Antoine Griezmann |
| Ricardo Quaresma 25' João Moutinho 66' Éder 79' | wissels      | 58' Kingsley Coman 78' André-Pierre Gignac 110' Anthony Martial |
| Cédric Soares 34' João Mário 62' Raphaël Guerreiro 95' William Carvalho 98' José Fonte 120+1' Rui Patrício 120+3'                                       | gele kaarten | 80' Samuel Umtiti 97' Blaise Matuidi 107' Laurent Koscielny 115' Paul Pogba                                                                                                |

### 26ste ontmoeting
| UEFA Nations League 2020/21 (Saint-Denis, Frankrijk, 11 oktober 2020): |       |          |
| Frankrijk                                                              | 0 – 0 | Portugal |
|                                                                        | goals |          |

### 27ste ontmoeting
| UEFA Nations League 2020/21 (Lissabon, Portugal, 14 november 2020): |       |                  |
| Portugal                                                            | 0 – 1 | Frankrijk        |
|                                                                     | goals | 54' N'Golo Kanté |

FFF · A-internationals · Selecties · Bondscoaches · Frans vrouwenelftal · Olympisch elftal · Frankrijk U21 · Frankrijk U20 · Frankrijk U19 · Frankrijk U18 · Frankrijk U17 · Frankrijk U16 · Vrouwen U17
1904 – 1919 ·
1920 – 1929 ·
1930 – 1939 ·
1940 – 1949 ·
1950 – 1959 ·
1960 – 1969 ·
1970 – 1979 ·
1980 – 1989 ·
1990 – 1999 ·
2000 – 2009 ·
2010 – 2019 ·
2020 – 2029
EK's: 1984 · 
1992 · 
1996 · 
2000 · 
2004 · 
2008 · 
2012 · 
2016 · 
2020 · 
2024
WK's: 1930 · 
1934 · 
1938 · 
1954 · 
1958 · 
1966 · 
1978 · 
1982 · 
1986 · 
1998 · 
2002 · 
2006 · 
2010 · 
2014 · 
2018 · 
2022
OS: 1900 · 
1908 · 
1920 · 
1924 · 
1948 · 
1952 · 
1960 · 
1968 · 
1976 · 
1984 · 
1996 · 
2020
1904 · 
1905 · 
1906 · 
1907 · 
1908 · 
1909 · 
1910 · 
1911 · 
1912 · 
1913 · 
1914 · 
1915 · 1916 · 1917 · 1918 · 
1919 · 
1920 · 
1921 · 
1922 · 
1923 · 
1924 · 
1925 · 
1926 · 
1927 · 
1928 · 
1929 · 
1930 · 
1931 · 
1932 · 
1933 · 
1934 · 
1935 · 
1936 · 
1937 · 
1938 · 
1939 · 
1940 · 1941  · 
1942 · 
1943 · 1944  · 
1945 · 
1946 · 
1947 · 
1948 · 
1949 · 
1950 · 
1951 · 
1952 · 
1953 · 
1954 · 
1955 · 
1956 · 
1957 · 
1958 · 
1959 ·
1960 · 
1961 · 
1962 · 
1963 · 
1964 · 
1965 · 
1966 · 
1967 · 
1968 · 
1969 ·
1970 · 
1971 · 
1972 · 
1973 · 
1974 · 
1975 · 
1976 · 
1977 · 
1978 · 
1979 ·
1980 · 
1981 · 
1982 · 
1983 · 
1984 · 
1985 · 
1986 · 
1987 · 
1988 · 
1989 · 
1990 · 
1991 · 
1992 · 
1993 · 
1994 · 
1995 · 
1996 · 
1997 · 
1998 · 
1999 · 
2000 · 
2001 · 
2002 · 
2003 · 
2004 · 
2005 · 
2006 · 
2007 · 
2008 · 
2009 · 
2010 · 
2011 · 
2012 · 
2013 · 
2014 · 
2015 · 
2016 · 
2017 · 
2018 ·
2019 ·
2020 ·
2021 ·
2022 ·
2023
Albanië ·
Algerije ·
Andorra ·
Argentinië ·
Armenië ·
Australië ·
Azerbeidzjan ·
België ·
Bolivia ·
Bosnië en Herzegovina ·
Brazilië ·
Bulgarije ·
Canada ·
Chili ·
China ·
Colombia ·
Costa Rica ·
Cyprus ·
Denemarken ·
Duitse Democratische Republiek ·
Duitsland ·
Ecuador ·
Egypte ·
Engeland ·
Estland ·
Faeröer ·
Finland ·
Georgië ·
Gibraltar ·
Griekenland ·
Honduras ·
Hongarije ·
Ierland ·
IJsland ·
Iran ·
Israël ·
Italië ·
Ivoorkust ·
Jamaica ·
Japan ·
Joegoslavië ·
Kameroen ·
Kazachstan ·
Koeweit ·
Kroatië ·
Letland ·
Litouwen ·
Luxemburg ·
Malta ·
Marokko ·
Mexico ·
Moldavië ·
Nederland ·
Nieuw-Zeeland ·
Nigeria ·
Noord-Ierland ·
Noorwegen ·
Oekraïne ·
Oostenrijk ·
Paraguay ·
Peru · 
Polen ·
Portugal ·
Roemenië ·
Rusland ·
Saoedi-Arabië ·
Schotland ·
Senegal ·
Servië ·
Slovenië ·
Slowakije ·
Sovjet-Unie ·
Spanje ·
Togo ·
Tsjechië ·
Tsjecho-Slowakije ·
Tunesië ·
Turkije ·
Uruguay ·
Verenigde Staten ·
Wales ·
Wit-Rusland ·
Zuid-Afrika ·
Zuid-Korea ·
Zweden ·
Zwitserland
Albanië (2016) ·
Argentinië (2018) ·
Argentinië (2022) ·
Australië (2018) · 
België (1904) · 
België (2018) · 
Brazilië (1998) · 
Brazilië (2006) · 
Denemarken (2002) · 
Denemarken (2018) ·
Duitsland (2014) · 
Duitsland (2021) · 
Ecuador (2014) · 
Engeland (1982) · 
Engeland (2012) · 
Engeland (2022) ·
Honduras (2014) · 
Hongarije (2021) · 
Italië (2000) · 
Italië (2006) · 
Italië (2008) · 
Japan (2001) · 
Kameroen (2003) · 
Koeweit (1982) · 
Kroatië (2018) · 
Marokko (2022) ·
Mexico (2010) · 
Nederland (2008) · 
Nigeria (2014) ·
Noord-Ierland (1982) · 
Oekraïne (2012) · 
Oostenrijk (1982) · 
Peru (2018) · 
Polen (1982) · 
Polen (2022) ·
Portugal (2006) · 
Portugal (2016) ·
Portugal (2021) ·
Roemenië (2008) ·
Roemenië (2016) ·
Senegal (2002) · 
Spanje (1984) ·
Spanje (2006) ·
Spanje (2012) ·
Spanje (2021) ·
Togo (2006) ·
Tsjecho-Slowakije (1982) ·
Uruguay (2002) ·
Uruguay (2010) ·
Uruguay (2018) ·
Zuid-Afrika (2010) ·
Zuid-Korea (2006) ·
Zweden (2012) ·
Zwitserland (2006) ·
Zwitserland (2014) ·
Zwitserland (2016) ·
Zwitserland (2021)
FPF · A-internationals · Selecties · Statistieken · Bondscoaches · Portugees vrouwenelftal · Olympisch elftal · Portugal U21 · Portugal U20 · Portugal U19 · Portugal U18 · Portugal U17 · Vrouwen U17
1921 – 1929 · 
1930 – 1939 · 
1940 – 1949 · 
1950 – 1959 · 
1960 – 1969 · 
1970 – 1979 · 
1980 – 1989 · 
1990 – 1999 · 
2000 – 2009 · 
2010 – 2019 · 
2020 – 2029
EK's: 1984 · 
1996 · 
2000 · 
2004 · 
2008 · 
2012 · 
2016 · 
2020 · 
2024
WK's: 1966 · 
1986 · 
2002 · 
2006 · 
2010 · 
2014 · 
2018 · 
2022
OS: 1928 · 
1996 · 
2004 · 
2016
1921 · 
1922 · 
1923 · 
1924 · 
1925 · 
1926 · 
1927 · 
1928 · 
1929 · 
1930 · 
1931 · 
1932 · 
1933 · 
1934 · 
1935 · 
1936 · 
1937 · 
1938 · 
1939 · 
1940 · 
1942 · 
1943 · 1944 · 
1945 · 
1946 · 
1947 · 
1948 · 
1949 ·
1950 · 
1951 · 
1952 · 
1953 · 
1954 · 
1955 · 
1956 · 
1957 · 
1958 · 
1959 ·
1960 · 
1961 · 
1962 ·
1963 ·
1964 · 
1965 · 
1966 · 
1967 · 
1968 · 
1969 ·
1970 · 
1971 · 
1972 · 
1973 · 
1974 · 
1975 · 
1976 · 
1977 · 
1978 · 
1979 ·
1980 · 
1981 · 
1982 · 
1983 · 
1984 · 
1985 · 
1986 · 
1987 · 
1988 · 
1989 · 
1990 · 
1991 ·
1992 · 
1993 · 
1994 · 
1995 · 
1996 · 
1997 · 
1998 · 
1999 · 
2000 · 
2001 · 
2002 · 
2003 · 
2004 · 
2005 · 
2006 · 
2007 · 
2008 · 
2009 · 
2010 · 
2011 · 
2012 · 
2013 ·
2014 ·
2015 ·
2016 ·
2017 ·
2018 ·
2019 ·
2020 ·
2021 ·
2022
Albanië ·
Algerije ·
Andorra ·
Angola ·
Argentinië ·
Armenië ·
Azerbeidzjan ·
België ·
Bolivia ·
Bosnië-Herzegovina ·
Brazilië ·
Bulgarije ·
Canada ·
Chili ·
China ·
Cyprus ·
DDR ·
Denemarken ·
Duitsland ·
Ecuador ·
Egypte ·
Engeland ·
Estland ·
Faeröer ·
Finland ·
Frankrijk ·
Gabon ·
Georgië ·
Ghana ·
Gibraltar ·
Griekenland ·
Hongarije ·
Ierland ·
IJsland ·
Iran ·
Israël ·
Italië ·
Ivoorkust ·
Joegoslavië ·
Kaapverdië ·
Kameroen ·
Kazachstan ·
Koeweit ·
Kroatië ·
Letland ·
Liechtenstein ·
Litouwen ·
Luxemburg ·
Malta ·
Marokko ·
Mexico ·
Moldavië ·
Mozambique ·
Nederland ·
Nieuw-Zeeland ·
Nigeria ·
Noord-Ierland ·
Noord-Korea ·
Noord-Macedonië ·
Noorwegen ·
Oekraïne ·
Oostenrijk ·
Panama ·
Paraguay ·
Polen ·
Qatar ·
Roemenië ·
Rusland ·
Saoedi-Arabië ·
Schotland ·
Servië ·
Slovenië ·
Slowakije ·
Sovjet-Unie ·
Spanje ·
Tsjechië ·
Tsjecho-Slowakije ·
Tunesië ·
Turkije ·
Uruguay ·
Verenigde Staten ·
Wales ·
Zuid-Afrika ·
Zuid-Korea ·
Zweden ·
Zwitserland
Angola (2006) ·
België (2021) ·
Brazilië (2010) · 
Denemarken (2012) ·
Duitsland (2006) ·
Duitsland (2008) ·
Duitsland (2012) ·
Duitsland (2014) ·
Duitsland (2021) ·
Engeland (2000) ·
Engeland (2006) ·
Frankrijk (2006) ·
Frankrijk (2016) ·
Frankrijk (2021)  ·
Ghana (2014) ·
Griekenland (2004, 2) · 
Hongarije (2021) · 
IJsland (2016) · 
Iran (2006) ·
Iran (2018) ·
Marokko (2018) ·
Marokko (2022) ·
Mexico (2006) ·
Nederland (2006) ·
Nederland (2012) ·
Oostenrijk (2016) · 
Spanje (2012) · 
Spanje (2018) ·
Tsjechië (2008) ·
Tsjechië (2012) · 
Turkije (2008) ·
Verenigde Staten (2014) ·
Uruguay (2018) ·
Zuid-Korea (2022) · 
Zwitserland (2008) · 
Zwitserland (2022)